# Wachau
El Wachau es un valle austriaco con un paisaje de alta visibilidad formado por el río Danubio. Es uno de los destinos turísticos más destacados de la Baja Austria, ubicado precisamente entre las ciudades de Melk y Krems. Tiene 30 kilómetros de largo y ya estaba habitado en la época prehistórica. Un lugar bien conocido e imán turístico es Dürnstein, donde el rey Ricardo Corazón de León de Inglaterra permaneció cautivo del duque Leopoldo V.
El Wachau fue añadido en 2000 a la lista de la Unesco del Patrimonio de la Humanidad en reconocimiento a su historia agrícola y arquitectónica.
Relacionada con el Wachau austriaco está la región de Wachovia en Carolina del Norte, que comprende la mayor parte del condado de Forsyth. Fundada en 1753 por miembros de la Iglesia Morava, la colonia de 400 km² fue nombrada  «die Wachau» por el valle en Austria debido a que la parte occidental de Carolina del Norte recordó a su líder el obispo August Gottlieb Spangenberg de la casa ancestral del patrón moravo Nicolaus Ludwig, conde imperial von Zinzendorf 1700-1760. 

## Vinos y licores
El Wachau es conocido por su producción de albaricoques y uvas, que se usan para producir especialmente licores y vinos. Wachau es una fuente de los más apreciados Rieslings secos y Grüner Veltliners de Austria. Estos vinos tienen gran elegancia, derivada de las inclinadas laderas de piedra en las que las vides se plantaron junto al Danubio.
Las especialidades de esta zona son:
- Riesling: El vino blanco más importante de la región, que nació en las zonas del Rin en Alemania en el siglo XV y se exportó a las regiones del Danubio.
- Grüner Veltliner: La variedad de uva autóctona más importante de Austria da nombre a este tipo de vino que ya es famoso en todo el mundo.
- Neuburger: A pesar de que ofrece vinos de alta calidad, este tipo está en declive, ya que el tipo de uva es bastante susceptible a enfermedades y heladas.

## Albaricoques
Las condiciones climáticas del Valle del Wachau, así como su cercanía al Danubio, hacen este lugar idóneo para que el fruto del albaricoque desarrolle su sabor y su aroma. En toda esta región se calcula que hay aproximadamente 100.000 albaricoqueros. La primera evidencia de albaricoques en esta región data del año 1509, en una colección de cartas en las que aparece la mención a este fruto. 

## Arqueología
Se calcula que el valle del Wachau ha estado habitado desde el Paleolítico, ya que en esta zona se han hecho descubrimientos arqueológicos de la Edad de Piedra, como la Venus de Galgenberg. Hasta que se descubrió la Venus de Hohle Fels en Alemania, se pensaba que era la primera representación del ser humano esculpida en piedra (datada del 30.000 a. C.). 
También se encontró en esta zona la Venus de Willendorf, considerada la pieza de arte mejor conservada de la Edad de Piedra.

## Wachau en el arte

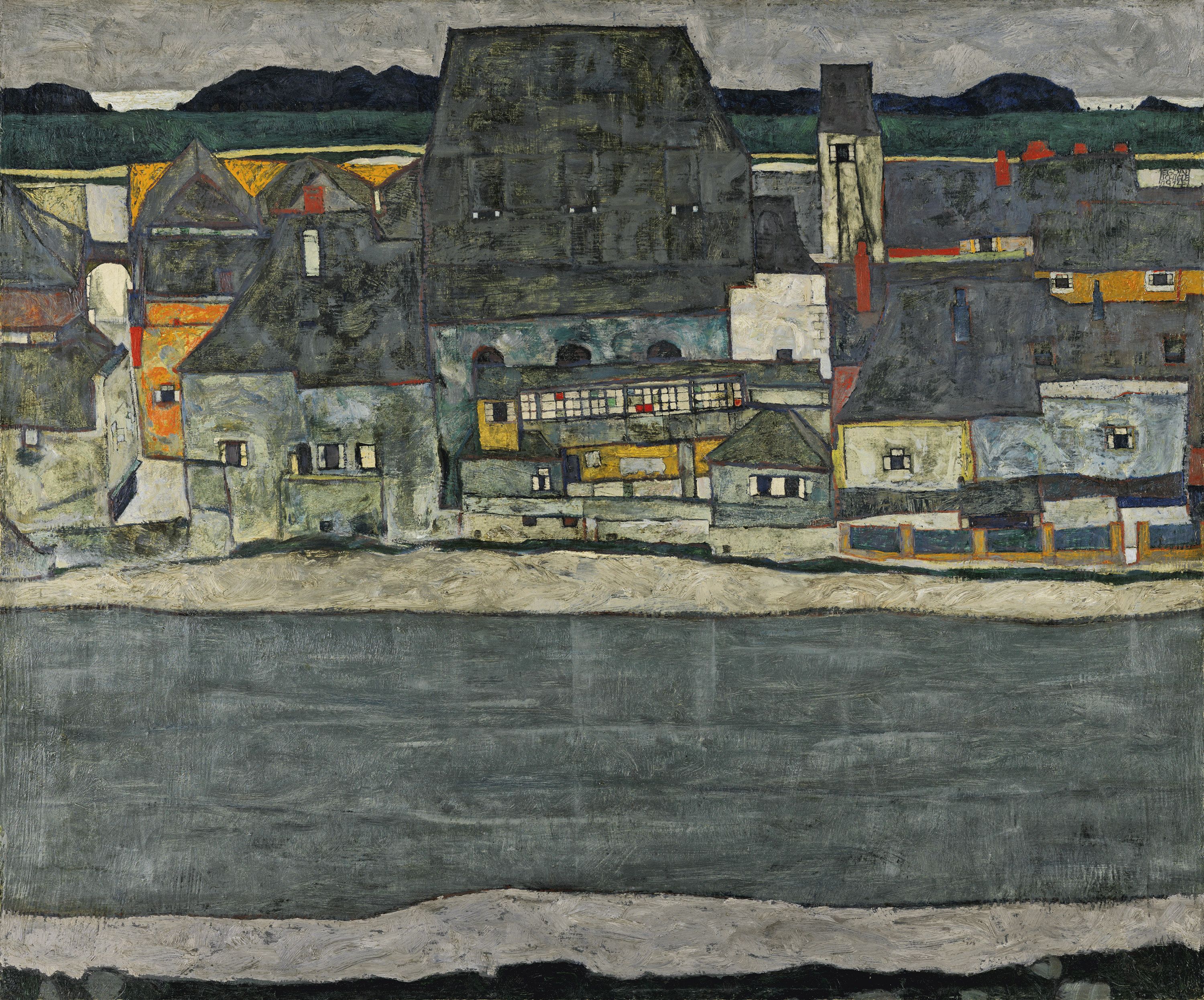
Casas junto al río. La ciudad vieja, Egon Schiele, 1914. Museo Thyssen Bornemisza.